# Lijst van voetbalinterlands Guam - Mongolië
Deze lijst van voetbalinterlands is een overzicht van alle officiële voetbalinterlands tussen de nationale teams van Guam en Mongolië. De landen hebben tot nu toe zeven keer tegen elkaar gespeeld. De eerste ontmoeting, een kwalificatiewedstrijd voor de Oost-Azië Cup 2003, werd gespeeld in Hongkong op 24 februari 2003. Het laatste duel, een kwalificatiewedstrijd voor de Oost-Azië Cup 2019, vond plaats op 6 september 2018 in Ulaanbaatar.

## Wedstrijden
| № | Plaats      | Datum            | Competitie                      | Wedstrijd       | Uitslag |
| - | ----------- | ---------------- | ------------------------------- | --------------- | ------- |
| 1 | Hongkong    | 24 februari 2003 | Oost-Azië Cup 2003 kwalificatie | Mongolië − Guam | 2 − 0   |
| 2 | Thimphu     | 25 april 2003    | Azië Cup 2004 kwalificatie      | Guam − Mongolië | 0 − 5   |
| 3 | Taipei      | 9 maart 2005     | Oost-Azië Cup 2005 kwalificatie | Guam − Mongolië | 1 − 4   |
| 4 | Macau       | 23 juni 2007     | Oost-Azië Cup 2008 kwalificatie | Mongolië − Guam | 5 − 2   |
| 5 | Yona        | 11 maart 2009    | Oost-Azië Cup 2010 kwalificatie | Guam − Mongolië | 1 – 0   |
| 6 | Harmon      | 23 juli 2014     | Oost-Azië Cup 2015 kwalificatie | Guam − Mongolië | 2 − 0   |
| 7 | Ulaanbaatar | 6 september 2018 | Oost-Azië Cup 2019 kwalificatie | Mongolië − Guam | 1 − 1   |

## Samenvatting
| Competitie                 | Totaal gespeeld | Winst Guam | Gelijk | Winst Mongolië | Doelsaldo Guam – Mongolië |
| -------------------------- | --------------- | ---------- | ------ | -------------- | ------------------------- |
| Azië Cup-kwalificatie      | 1               | 0          | 0      | 1              | 0 − 5                     |
| Oost-Azië Cup-kwalificatie | 6               | 2          | 1      | 3              | 7 − 12                    |
| Totaal                     | 7               | 2          | 1      | 4              | 7 − 18                    |

GFA ·
Bondscoaches ·
Topscorers · 
Guamees vrouwenvoetbalelftal ·
Guam U21
Amerikaans-Samoa ·
Aruba ·
Australië ·
Bangladesh ·
Bhutan ·
Cambodja ·
China ·
Filipijnen ·
Hongkong ·
India ·
Iran ·
Laos ·
Macau ·
Malediven ·
Mongolië ·
Myanmar ·
Nieuw-Caledonië ·
Noord-Korea ·
Oman ·
Pakistan ·
Palestina ·
Salomonseilanden ·
Singapore ·
Sri Lanka ·
Syrië ·
Tadzjikistan ·
Taiwan ·
Turkmenistan ·
Vanuatu ·
Vietnam ·
Zuid-Korea
MFF · Mongolisch vrouwenelftal
Interlands
Tegenstander:
Afghanistan ·
Azerbeidzjan ·
Bangladesh ·
Bhutan ·
Brunei ·
Cambodja ·
Filipijnen ·
Georgië ·
Guam ·
Hongkong ·
India ·
Japan ·
Jemen ·
Kirgizië ·
Koeweit ·
Laos ·
Libanon ·
Macau ·
Malediven ·
Maleisië ·
Mauritius ·
Myanmar ·
Noord-Korea ·
Oezbekistan ·
Oost-Timor ·
Palestina ·
Saoedi-Arabië ·
Singapore ·
Sri Lanka ·
Tadzjikistan ·
Taiwan ·
Tanzania ·
Vanuatu ·
Vietnam ·
Zuid-Korea